# Тейлор, Джон (пират)
Джон Тейлор (англ. John Taylor) — английский пират.

## Биография
Стал капитаном кораблей «Победа» и «Кассандра» после бунта на корабле Эдварда Инглэнда.
После восстания на общем собрании было решено идти к берегам Индии. Обнаружив оживленные торговые пути, Тейлор стал грабить арабские купеческие суда. Однажды пираты увидели на горизонте паруса множества кораблей. Тейлор приказал готовиться к бою. Он подумал, что это эскадра индийского пирата Конанджи Ангриа. После падения империи Великих Моголов семейство Ангриа захватило власть в Индии, разделенной на несколько княжеств. Ангриа принадлежали огромные эскадры. На своих кораблях члены семейства беспрепятственно грабили индийское побережье. Но, на счастье Тейлора, встреченные им корабли оказались английской флотилией. Пиратам удалось уйти незамеченными. Тейлор нуждался в провианте. В ближайшем голландском порту он дал взятку коменданту порта, чтобы тот позволил разбойникам сойти на берег и приобрести продукты.
Тейлор назначил капитаном «Победы» Оливье Ла Буше. После этого пираты отправились на остров Маврикий, где устроили ремонт кораблей. В апреле 1721 года разбойники прибыли на Реюньон. Тейлор не верил своим глазам: на рейде острова стояла португальская каракка «Нуэстра сеньора де Кабо». Судно прибыло с кораблями сопровождения, но вынуждено было остаться для ремонта. Без особого сопротивления пираты завладели караккой. Добыча корсаров оказалась колоссальной. На корабле находился вице-король португальской колонии Гоа. Он вез с собой груз индийских бриллиантов на сумму 500 тысяч фунтов и разные восточные товары. Это была самая большая добыча, захваченная пиратами в Индийском океане. Рассказывают, что каждый разбойник получил по 42 бриллианта. На Мадагаскаре «Победа» погибла в результате пожара.
После раздела награбленного пираты отправились каждый своим маршрутом. Тейлор на «Кассандре» держал путь в Панаму. В мае 1723 года Тейлор прибыл в Пуэрто-Бельо. Не желая ссориться с местным губернатором, пираты подарили ему корабль, а сами высадились на берег. В дальнейшем Тейлор покончил с пиратством и дослужился до звания офицера береговой охраны.